# Städtische Straßenbahn Freiburg 1 bis 27
Die Wagen 1–27 der Städtischen Straßenbahn Freiburg waren 27 von der Hannoverschen Waggonfabrik (HAWA) hergestellte zweiachsige Straßenbahn-Triebwagen in Zweirichtungsbauweise. Sie wurden 1901 ausgeliefert und waren die ersten Fahrzeuge der Straßenbahn Freiburg im Breisgau. Mitte der 1950er Jahre endete der planmäßige Einsatz im Fahrgastbetrieb, Wagen 2 blieb als Museumswagen erhalten.

## Geschichte

### Vorgeschichte und Beschaffung
1898 fiel die Entscheidung, die bisherigen Pferdeomnibusse durch eine elektrische Straßenbahn zu ersetzen. Als Erstausstattung der Elektrischen bestellte die damalige Städtische Straßenbahn Freiburg 27 zweiachsige Triebwagen bei der HAWA. Die Fahrzeuge trafen im August 1901 in Freiburg ein und standen somit schon vor der offiziellen Eröffnung am 14. Oktober gleichen Jahres für Probefahrten zur Verfügung. Ergänzt wurde der damalige Fuhrpark durch vier ebenfalls zweiachsige Beiwagen.

### Einsatz
Die Wagen 1 bis 27 konnten jeweils 31 Fahrgäste aufnehmen, davon 16 sitzend auf zwei hölzernen Längsbänken. Die Zweiachser erhielten eine elfenbeinfarbene Lackierung und eine seitliche Teakholzverkleidung mit metallenen Stadtwappen. Eine weitere Besonderheit war die Verwendung eines Lyrastromabnehmers, während andernorts noch meist Rollenstromabnehmer anzutreffen waren.
In der morgendlichen Hauptverkehrszeit waren auf den anfangs vier Freiburger Linien bis zu 18 Triebwagen gleichzeitig im Einsatz, die restlichen neun standen als Reserve zur Verfügung. Nach der Auslieferung 13 weiterer Triebwagen mit den Betriebsnummern 28–40 in den Jahren 1907 beziehungsweise 1909 übernahmen diese die Bedienung der stark frequentierten Linien 2 und 3, während die Wagen 1 bis 27 fortan vor allem auf den Linien 1, 4, 5 und 6 zum Einsatz kamen.
1942 beschloss die Direktion der Städtischen Straßenbahn aufgrund stetig steigender Fahrgastzahlen und dem Personalmangel, die Wagen 4 und 5 auch wahlweise zusammen mit einem anderen Motorwagen als Steuerwagen eines Wendezugs einzusetzen. An beiden Fahrzeugen wurde zur besseren Kennzeichnung ein "A" unterhalb der Fahrzeugnummer angebracht. Diese Technik kam bei Straßenbahnen nur vergleichsweise selten zur Anwendung, bekannte Beispiele sind unter anderem die Straßenbahn Alexandria oder die stillgelegte Straßenbahn Idar-Oberstein.
Im Zuge des Luftangriffs auf Freiburg am 27. November 1944 wurden auch vier Fahrzeuge dieser Serie zerstört. Wagen 1 wurde im Gleislager an der Kaiserstuhlstraße durch mehrere Detonationen aus den Schienen geworfen und zerschellte schließlich beim Auftreffen auf den Erdboden. Wagen 7 befand sich zum Zeitpunkt des Angriffs im Betriebshof Nord und wurde infolge der Bombardierung dieses Areals zerstört. Auch die Wagen 9 und 22 wurden stark beschädigt und mussten verschrottet werden.
1948 standen nur noch 22 Fahrzeuge zur Verfügung, nachdem Wagen 23 am 8. November 1947 wegen eines Kabelbrandes ausgemustert werden musste. Die verbliebenen Zweiachser dieser Serie mussten aufgrund des akuten Wagenmangels noch bis Mitte der 1950er Jahre im Einsatz bleiben. Aus dieser Zeit sind unter anderem Fahrten auf der Linie 3 und als E-Wagen dokumentiert. Erst mit Auslieferung der Verbandswagen schieden die Fahrzeuge der Serie 1 bis 27 endgültig aus dem regulären Fahrgastbetrieb aus.

### Verbleib

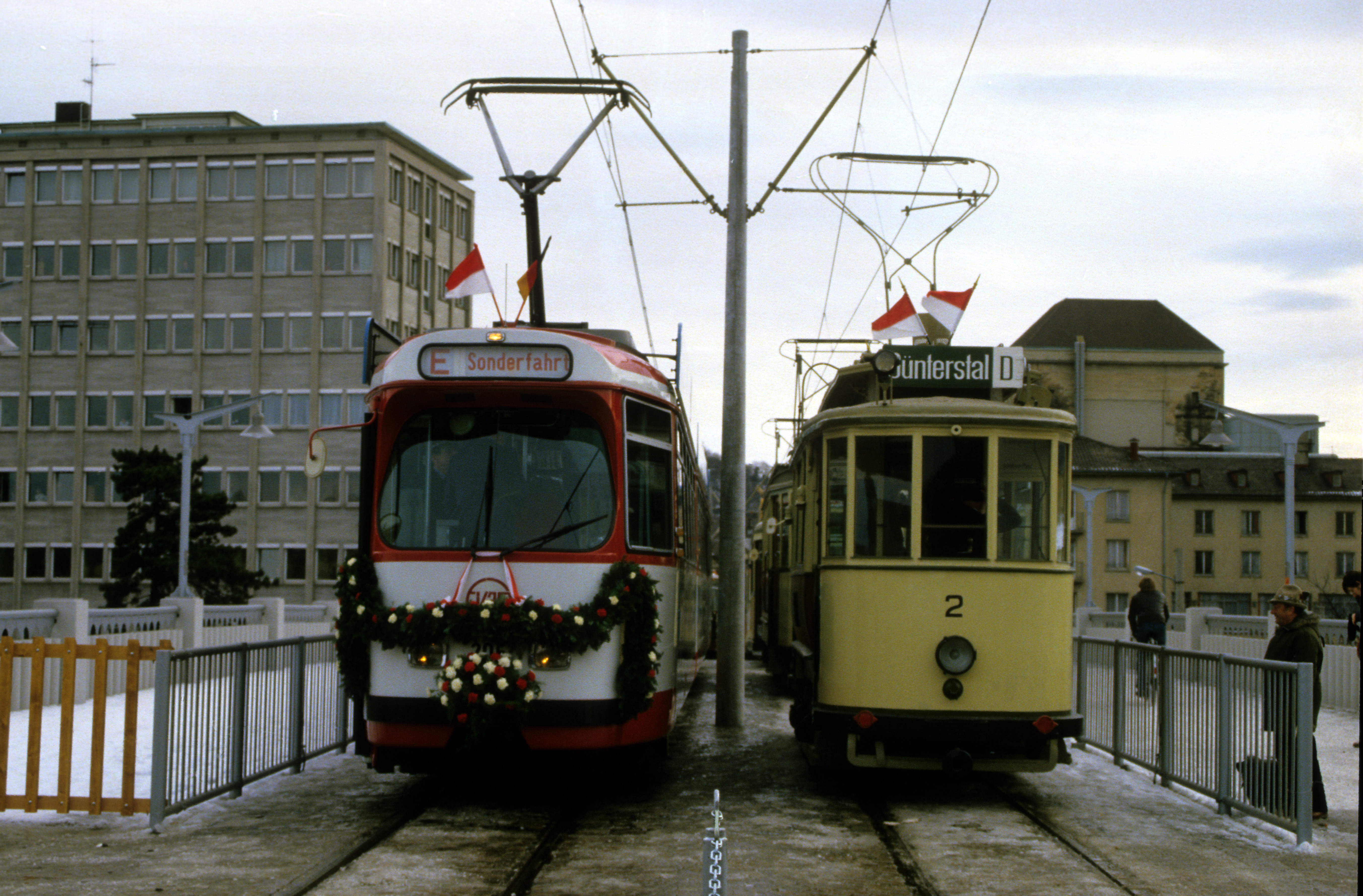
Wagen 2 mit einem GT8K anlässlich der Eröffnung der Stühlingerbrücke im Jahr 1983

Die Wagen 3, 4, 6, 10, 18, 25 und 26 wurden in der eigenen Werkstatt zu Beiwagen umgebaut, während 12–15, 17, 21 und 27 fortan als Arbeitswagen dienten.  Die Wagen 5, 8, 16 und 19 wurden bereits zuvor ausgemustert und verschrottet. Die Wagen 2 und 11 fanden eine weitere Verwendung als Reklamestraßenbahn. 1960 wurden schließlich auch die umgebauten Beiwagen 105–111 ausgemustert, die letzten zu Arbeitswagen umgebauten Fahrzeuge schieden 1962 aus.
Auf Initiative von Thomas Hettinger blieb Wagen 2 als Museumsfahrzeug erhalten und wurde am ersten Tag der offenen Tür der Freiburger Straßenbahn im Jahre 1965 ausgestellt. Ferner war genanntes Fahrzeug Teil der Fahrzeugparade anlässlich der Eröffnung der Neubaustrecke nach Landwasser im Dezember 1983. Der Wagen ging in den Besitz der Freunde der Freiburger Straßenbahn (FdFS) über und ist inzwischen ein Ausstellungsstück im Betriebshof Süd. Das Fahrzeug kann allerdings nicht mehr aus eigenem Antrieb fahren und nur mit fremder Hilfe bewegt werden.